# Кунтембве
Кунте́мбве (англ. Kunthembwe) — традиційна громада у складі дистрикту Блантайр Південного регіону Малаві.
Населення — 45972 особи (2018).